# Jacques Martin de Belle-Assise
Jacques Martin de Belles-Assise (né à Bordeaux, mort à Paris le 12 janvier 1624) , évêque de Vannes de 1599 à 1622.

## Origine
Jacques Martin de Belle-Assise naît à Bordeaux. Il est le deuxième fils de Jean Martin, nommé en 1590 Président Trésorier Général de France pour la Guyenne, qui devient Conseiller d'État en 1617 et d'Antoinette du Faur. Jacques Martin est par ailleurs le frère de Jean de Laubardemont, l'homme de confiance du cardinal de Richelieu lors de l'affaire Urbain Grandier.On ignore sa formation mais le Saint-Siège accepte en 1599 de considérer qu'il est docteur in utroque jure et sous-diacre.

## L'évêque
Jacques Martin est nommé à l'évêché de Vannes par le roi Henri IV sur recommandation du seigneur de Sainte-Colombe capitaine des Gardes qui avait été suspecté par l'Assemblée du clergé de 1579 d'avoir usurpé les revenus de l'évêché. Le pape Clément VIII confirme cette nomination le 8 décembre 1599 bien que le nouvel évêque n'ait pas encore atteint l'âge de 20 ans. Il prend possession de son évêché en 1601.
Malgré cette promotion précoce, Jacques Martin est un évêque attaché à son diocèse et à sa fonction. Lors d'un synode diocésain en 1611-1612 les prêtres reçoivent l'ordre de résider effectivement dans leur paroisse. En 1613, il met en œuvre la réforme liturgique imposée par le concile de Trente et qui ne sera véritablement appliquée qu'à partir de 1615. Il fait par ailleurs don d'une rente de 1 500 livres destinée à pourvoir à l'éducation à Paris de 15 clercs pauvres de son diocèse.
De santé précaire, il obtient du pape Urbain VIII en 1622 de permuter son évêché avec  l'abbaye de Paimpont dont le titulaire est son futur successeur Sébastien de Rosmadec. Son abbatiat est bref, il se retire à Paris et meurt de maladie le 12 janvier 1624 alors qu'il se préparait à effectuer un pèlerinage à Rome.

## Sources
- Jean Baptiste Pierre Jullien de Courcelles, Histoire généalogique et héraldique des pairs de France, vol. 3 (lire en ligne), p. 239.
- (en) Joseph Bergin, The Making of French Episcopate (1589-1661), Yale University Press, 1996 (ISBN 978-0300067514), p. 666.